# Muchino (rejon chomutowski)
Muchino (ros. Мухино) – wieś (ros. село, trb. sieło) w zachodniej Rosji, w sielsowiecie pietrowskim rejonu chomutowskiego w obwodzie kurskim.

## Geografia
Miejscowość położona jest 14 km od centrum administracyjnego sielsowietu pietrowskiego (Pody), 29 km od centrum administracyjnego rejonu (Chomutowka), 89 km od Kurska.
W granicach miejscowości znajduje się ulica Lesnaja i 40 posesji.

## Historia
Do czasu reformy administracyjnej w roku 2010 wieś Muchino wchodziła w skład sielsowietu ługowskiego. W tymże roku doszło do włączenia sielsowietów podowskiego i ługowskiego w sielsowiet pietrowski, a wieś Pody zastąpiła Pietrowskoje jako centrum administracyjne.

## Demografia
W 2010 r. miejscowość zamieszkiwało 30 osób.